# Януш Микола Миколайович
Микола Миколайович Януш (біл. Мікалай Мікалаевіч Януш, рос. Николай Николаевич Януш, нар. 9 вересня 1984, Мікашевичі) — білоруський футболіст, нападник клубу «Іслоч». Найкращий бомбардир чемпіонатів Білорусі 2014 та 2015 років. Належить до Клубу білоруських бомбардирів, куди входять гравці, які забили 100 і більше голів у вищому дивізіоні країни.
Виступав, зокрема, за клуби «Граніт» (Мікашевичі) та «Шахтар» (Солігорськ), а також національну збірну Білорусі.

## Клубна кар'єра

### Ранні роки
Вихованець мікашевичської ДЮСШ. Перший тренер — В. К. Демидович. У дорослому футболі дебютував 2001 року виступами за команду «Граніт» (Мікашевичі), в якій провів дев'ять сезонів, взявши участь у 203 матчах чемпіонату. Більшість часу, проведеного у складі «Граніта», був основним гравцем атакувальної ланки команди.
Після вильоту «Граніту» з вищої ліги на початку 2010 року він перейшов у «Динамо-Берестя». У новому клубі Януш швидко став гравцем основного складу і в першому сезоні забив 10 голів у чемпіонаті за брестський клуб. У першому турі чемпіонату 2011 року він отримав травму, через яку пропустив майже весь сезон 2011 року.

### «Шахтар»
У грудні 2011 року він підписав контракт із солігорським «Шахтарем». Спочатку він виходив здебільшого на заміну, але потім закріпився у стартовому складі на позиції центрального нападника. У червні 2012 року він отримав травму, повернувся у вересні і незабаром почав знову з'являтися в стартовому складі.
У сезоні 2013 року, після уходу з команди Дмитра Комаровського, Януш ще більше закріпився на позиції єдиного форварда. У грудні 2013 року він продовжив контракт з «гірниками» і провів чудовий сезон 2014 року, коли він став найкращим бомбардиром у Вищій лізі з 15 голами. Крім того, 14 вересня 2014 року він забив хет-трик у ворота мінського «Динамо» за 5 хвилин, після чого навіть отримав виклик до збірної Білорусі, хоча тоді на полі не з'явився.
У грудні 2014 року він ще раз продовжив контракт із солігорцями. У сезоні 2015 року він залишався головним нападником «Шахтаря». Чемпіонат розпочався дублем у ворота «Слуцька», а пізніше Януш відзначився покером у грі проти «Славії-Мозир» (10 серпня) та хет-триком у ворота «Нафтана» (31 жовтня). В результаті він знову став найкращим бомбардиром чемпіонату з 15 голами. У листопаді 2015 року він вирішив залишитися в Солігорську на наступний сезон.
У сезоні 2016 року він забив 12 голів у чемпіонаті Білорусі, посівши третє місце у списку бомбардирів після представників борисовського БАТЕ Михайла Гордійчука та Віталія Родіонова. Причиною цього стало те, що Януш з липня по вересень 2016 року я майже не грав через травми. У грудні 2016 року він підписав нову угоду із «Шахтарем». У першій половині сезону 2017 року, виступаючи нападником, він часто виходив на заміну, пізніше став використовуватися як атакувальний півзахисник і закріпився на цій посаді у стартовому складі. У жовтні 2017 року стало відомо, що Януш продовжив контракт із солігорським клубом.

### «Німан» та повернення в «Шахтар»
На початку 2018 року стало відомо, що головний тренер «Шахтаря» Марек Зуб не розраховує на Януша в новому сезоні, і він не полетів разом із командою на збори у Туреччину. В результаті у лютому 2018 року він приєднався на правах оренди до «Німана» з Гродно. Він став основним гравцем у гродненській дружині та виступав здебільшого як атакувальний півзахисник. У грудні 2018 року він повернувся до Солігорська.
Він готувався до сезону 2019 року з «Шахтарем» і врешті розпочав сезон у команді. Спочатку його вважали гравцем ротації, але незабаром через хороші показники він став частіше виходити у стартовому складі. Як результат, з 11 голами він став найкращим бомбардиром «Шахтаря» в чемпіонаті. У грудні 2019 року, відмовившись від контракту, він покинув солігорський клуб.

### «Іслоч»
У січні 2020 року він підписав контракт з клубом «Іслоч».. Станом на 13 квітня 2020 року відіграв за команду з Мінського району 4 матчі в національному чемпіонаті.

## Виступи за збірну
У вересні 2014 року вперше був викликаний до збірної Білорусі, але на поле не з’явився. 30 березня 2015 року дебютував в офіційних іграх у складі національної збірної Білорусі в товариському матчі проти Габону (0:0).

## Титули і досягнення

### Командні
- Срібний призер чемпіонату Білорусі (3): 2012, 2013, 2016
- Бронзовий призер чемпіонату Білорусі (4): 2014, 2015, 2017, 2019
- Володар Кубка Білорусі (2): 2013–14, 2018–19

### Особисті
- Найкращий бомбардир чемпіонату Білорусі (2): 2014 (15 голів), 2015 (15 голів)
- У списку 22 найкращих гравців чемпіонату Білорусі (3): 2014, 2015, 2016